# Maria Theresia Elisabeth von Österreich

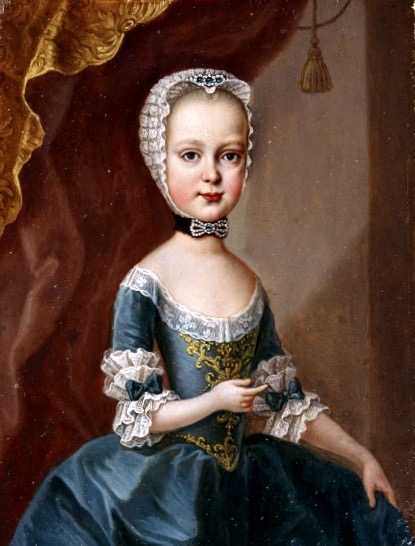
Erzherzogin Maria Theresia, einziges Kind Josephs II.

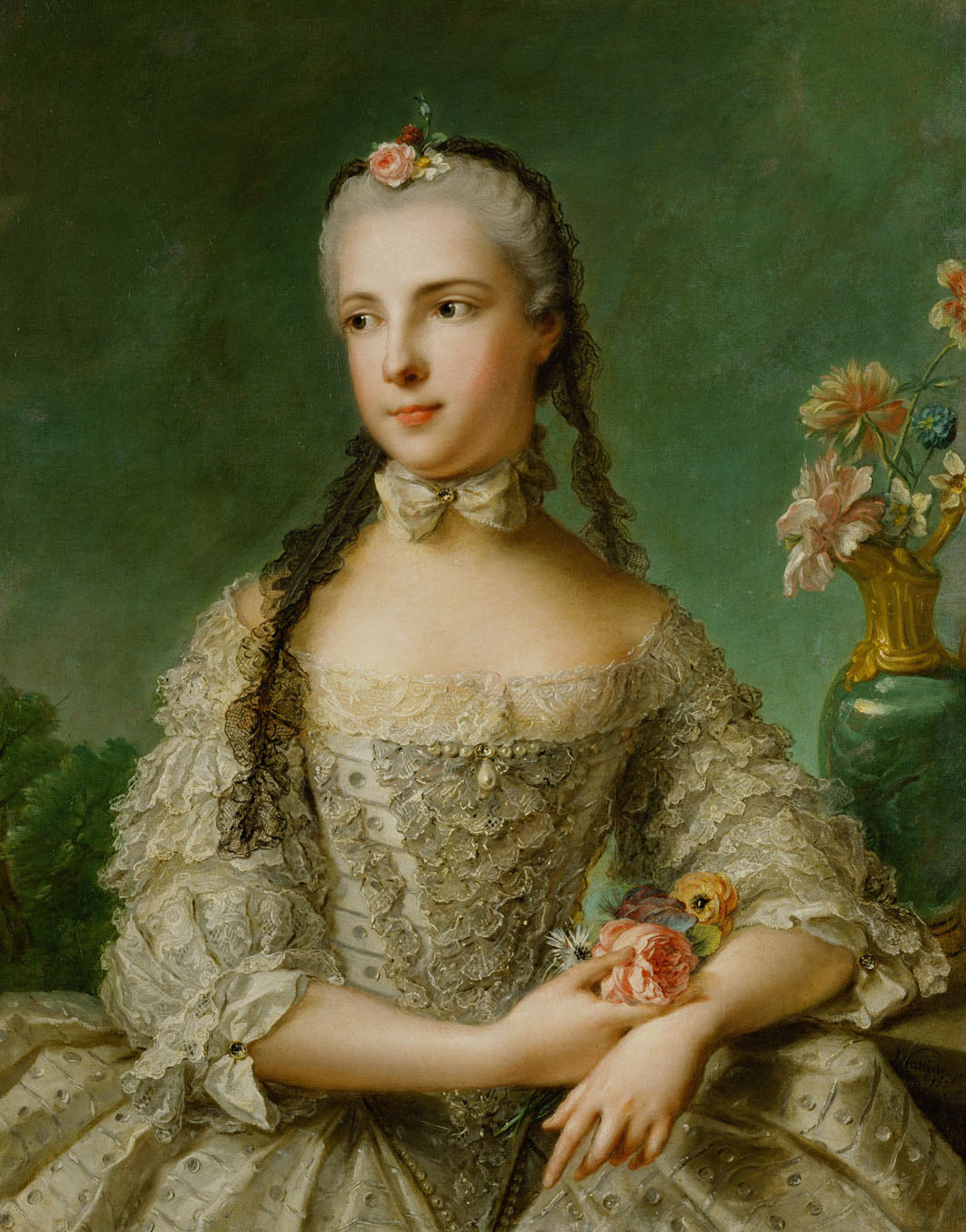
Maria Theresias Mutter Isabella von Parma.

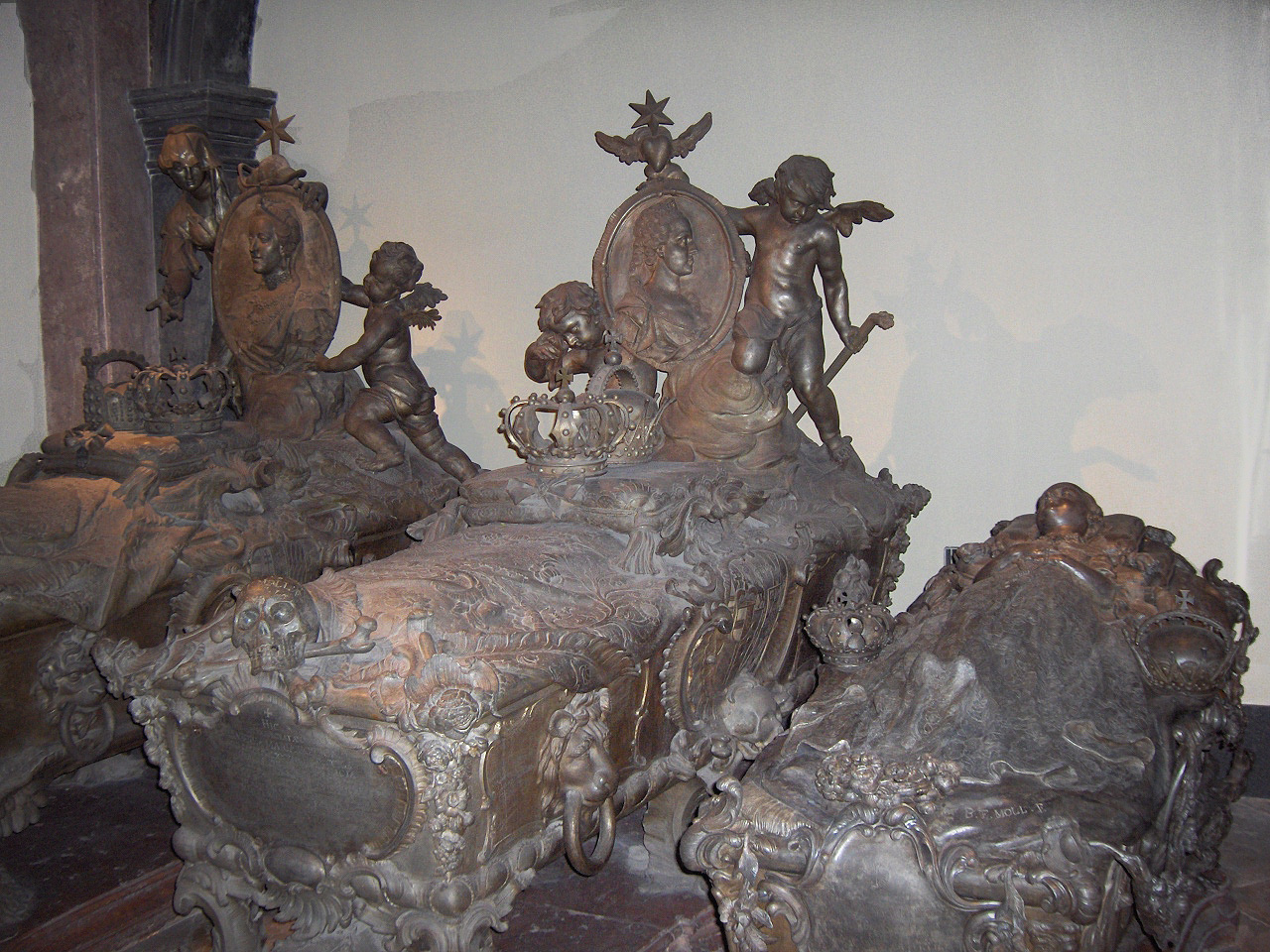
Maria Theresias Sarg (ganz rechts) neben jenem der Mutter (Mitte).

Maria Theresia Elisabeth Erzherzogin von Österreich (* 20. März 1762 in Wien; † 23. Jänner 1770 in Wien) war eine Tochter Joseph II. und der Isabella von Bourbon-Parma. Sie war die erste Enkelin von Kaiserin Maria Theresia. Die junge Maria Theresia wurde nach ihrer Großmutter väterlicher Seite auf den vollen Namen Maria Theresia Elisabeth Philippine Luise Josepha Johanna getauft.

## Herkunft und Leben
Maria Theresias Eltern, Kronprinz Joseph II. (der zukünftige Kaiser) und Prinzessin Isabella von Bourbon-Parma, wurden in Wien am 16. Oktober 1760 vermählt. Am 20. März 1762 gebar sie eine Tochter, die auf Maria Theresia Elisabeth getauft wurde und sofort den Status einer Erzherzogin von Österreich erhielt. Von der mütterlichen Seite stammte die kleine Maria Theresa von Philipp V. von Spanien aus der französischen Bourbon-Dynastie ab, von der väterlichen Seite konnte sie Kaiserin Maria Theresia und ihren Gatten, den römisch-deutschen Kaiser Franz I. Stephan, als ihre Großeltern aufweisen.
Die kleine Erzherzogin war noch keine zwei Jahre alt, als ihre an den Pocken erkrankte Mutter am 22. November 1763 mit der Niederkunft der Schwester Christina eine weitere dramatische Geburt erlebte. Der Tod der kleineren Erzherzogin am gleichen Tage und die Folgen ihrer eigenen Krankheit erschütterten Isabella von Parma derartig, dass sie auch gemütsmäßig gebrochen am 27. November ihrer Tochter in den Tod nachfolgte. Der Vater war untröstlich und fand Zuflucht in der Liebe zu seiner jungen Tochter. Maria Theresia Elisabeth war jetzt Halbwaise und blieb vorerst Maria Theresias einziges Enkelkind. Marias jüngste Tante väterlicherseits, Erzherzogin Maria Antonia, die später Königin von Frankreich Marie Antoinette, war nur sieben Jahre älter als sie selbst.

### Frühes Lebensende
Mit sieben Jahren erkrankte Erzherzogin Maria Theresia an einer Lungenentzündung. Ihr Vater, damals Kaiser, tat alles in seiner Macht stehende, um sie zu retten. Allerdings war die Medizin in dieser Zeit noch nicht in der Lage, der Erzherzogin zu helfen, Maria Theresia starb am 23. Januar 1770 mit sehr hohem Fieber. Ihr Vater war untröstlich. Als Maria Theresia starb, schrie ihr Vater in den Himmel: „Ich habe aufgehört, ein Vater zu sein. Oh mein Gott, gib mir wieder meine Tochter …“
Die junge Erzherzogin war das zweite Enkelkind Maria Theresias, das in jungen Jahren starb. Es wird der Kaiserin nachgesagt, sie habe die Kleider und Schuhe ihrer Enkelin aufbewahrt.
Maria Theresia wurde an der Seite ihrer Mutter in der Kapuzinergruft in Wien beigesetzt. Ihr Sarkophag wurde nach Josephs Wunsch größer angepasst und zeigt die junge Erzherzogin schlafend auf einem Bett, flankiert von zwei Kronen.